# 앱 스토어 (tvOS)
앱 스토어(App Store)는 애플 TV 디지털 미디어 플레이어의 TVOS 앱을 위해 애플이 개발하고 유지 관리하는 디지털 배포 플랫폼이다. 2015년 9월 9일 애플 2015 행사에서 4세대 애플 TV와 함께 발표되었다.

## 개발
tvOS는 개발자들을 위한 완전히 새로운 개발 도구들을 갖추고 있으며, tvOS는 개발자들이 메탈과 같은 iOS 9에 포함된 모든 API들을 포함하여 TV용 앱을 만들 수 있도록 완전히 새로운 SDK를 지원한다. 또한 사용자가 다양한 애플리케이션을 탐색, 다운로드 및 설치할 수 있는 앱 스토어를 추가한다. 게다가, 개발자들은 이제 애플의 인터페이스만 사용할 수 있는 것이 아니라 그들의 애플리케이션 안에서 그들 자신의 인터페이스를 사용할 수 있다. tvOS는 iOS에 기반을 두고 있기 때문에 Xcode로 기존 iOS 앱을 애플 TV에 이식하는 것이 쉬우면서도 큰 화면에 더 잘 맞게 앱을 몇 가지 개선만 할 수 있다. 애플은 등록된 모든 애플 개발자에게 Xcode를 무료로 제공한다. 새로운 Apple TV용으로 개발하려면 프로그램 아이콘의 시차 이미지를 만들어야 한다. 이를 위해 애플은 애플 TV용 개발 도구에서 패럴런스 엑스포터와 프리뷰러를 제공한다.